# Morcheeba

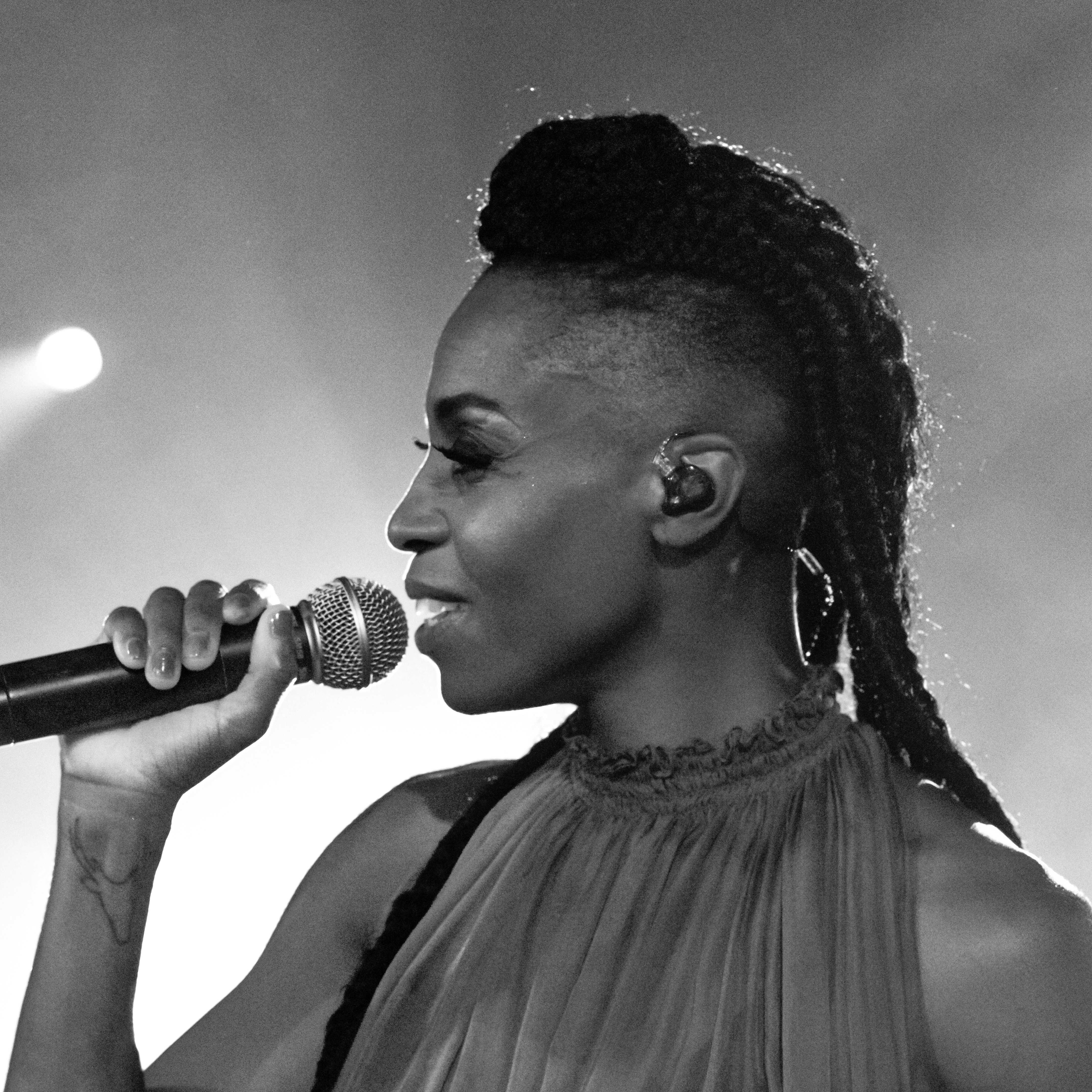
Morcheeba, Sátor Fesztivál 2018 Freiburg, Németország

A Morcheeba brit együttes, melynek stílusa ötvözi a lounge-ot a dubbal, bár sokan sorolják őket a triphop-előadók közé. Zenéjükben megtalálhatóak még blues-, illetve rockelemek, mindezt downtempóra jellemző hangzásvilággal.
Világszerte nagyjából 6 millió[forrás?] albumot adtak el, jelenlegi kiadójuk a PIAS records.

## Diszkográfia

### Stúdió albumok
- Who Can You Trust? (1996)
- Big Calm (1998)
- Fragments of Freedom (2000)
- Charango (2002)
- The Antidote (2005)
- Dive Deep (2008)
- Blood Like Lemonade (2010)
- Head Up High (2013)
- Blaze Away (2018)
- Blackest Blue (2021)

### Válogatásalbumok
- La Boule Noire (1998) (live)
- Back to Mine (2001)
- Parts of the Process (The Very Best of Morcheeba) (2003)
- The Platinum Collection (2005)
- Get Mashed (by Kool DJ Klear) (2005)

### Kislemezek
| Év   | Dal                                    | UK Singles | US Hot Dance | Album                                   |
| ---- | -------------------------------------- | ---------- | ------------ | --------------------------------------- |
| 1996 | "Trigger Hippie"                       | 40         | -            | Who Can You Trust?                      |
| 1996 | "Never an Easy Way"                    | -          | -            | Who Can You Trust?                      |
| 1996 | "Tape Loop"                            | 42         | -            | Who Can You Trust?                      |
| 1997 | "The Music That We Hear (Moog Island)" | 47         | -            | Who Can You Trust?                      |
| 1997 | "Shoulder Holster"                     | 53         | -            | Big Calm                                |
| 1998 | "The Sea"                              | -          | -            | Big Calm                                |
| 1998 | "Blindfold"                            | 56         | -            | Big Calm                                |
| 1998 | "Let Me See"                           | 46         | -            | Big Calm                                |
| 1998 | "Part of the Process"                  | 38         | -            | Big Calm                                |
| 1998 | "Summertime"                           | -          | -            | Red Hot + Rhapsody: The Gershwin Groove |
| 1999 | "Rome Wasn't Built in a Day"           | 34         | -            | Fragments of Freedom                    |
| 2000 | "Be Yourself"                          | 108        | -            | Fragments of Freedom                    |
| 2001 | "World Looking In"                     | 48         | -            | Fragments of Freedom                    |
| 2002 | "Otherwise"                            | 64         | 5            | Charango                                |
| 2002 | "Way Beyond"                           | 147        | -            | Charango                                |
| 2002 | "Undress Me Now"                       | -          | -            | Charango                                |
| 2003 | "What's Your Name?"                    | -          | -            | Parts of the Process                    |
| 2005 | "Wonders Never Cease"                  | 86         | -            | The Antidote                            |
| 2005 | "Lighten Up"                           | -          | -            | The Antidote                            |
| 2005 | "Everybody Loves a Loser"              | -          | -            | The Antidote                            |
| 2008 | "Enjoy the Ride"                       | 182        | -            | Dive Deep                               |
| 2008 | "Gained the World"                     | -          | -            | Dive Deep                               |
| 2010 | "Even Though"                          | -          | -            | Blood Like Lemonade                     |

## További hivatkozások
- Az együttes hivatalos oldala
- Az együttes myspace oldala
- Az együttes története